# Кегер
Кегер (авар. 'КIогьориб)— село в Гунибском районе Дагестана. Административный центр Кегерского сельсовета.

## География
Село находится на реке Бакдакули (бассейн реки Каракойсу), на расстоянии 5 км к востоку от села Гуниб, административного центра района.

## Население
| 1888 | 1895 | 1926 | 1939 | 1970 | 1989 | 2000 |
| ---- | ---- | ---- | ---- | ---- | ---- | ---- |
| 608  | ↗655 | ↗709 | ↗842 | ↗853 | ↘540 | ↗670 |
| 2002 | 2010 | 2021 |      |      |      |      |
| ↗743 | ↘594 | ↗793 |      |      |      |      |

## Известные уроженцы
- Загидов, Загид Асмалавович (род. 1961) — советский и российский работник милиции, подполковник, Герой Российской Федерации.